# Кресвеј
Кресвеј (фр. Cresseveuille) насеље је и општина у северној Француској у региону Доња Нормандија, у департману Калвадос која припада префектури Лисје.
По подацима из 2011. године у општини је живело 275 становника, а густина насељености је износила 50,18 становника/km². Општина се простире на површини од 5,48 km². Налази се на средњој надморској висини од 100 метара (максималној 136 m, а минималној 25 m).

## Демографија
| 1962. | 1968. | 1975. | 1982. | 1990. | 1999. | 2011. |
| ----- | ----- | ----- | ----- | ----- | ----- | ----- |
| 172   | 183   | 138   | 128   | 167   | 212   | 275   |

График промене броја становника у току последњих година